# لحداحدة (تيولي)
لحداحدة هو دُوَّار يقع بجماعة تيولي، إقليم جرادة، جهة الشرق في المملكة المغربية. ينتمي الدوّار لمشيخة تيولي التي تضم 14 دوار. يقدر عدد سكانه بـ 852 نسمة حسب الإحصاء الرسمي للسكان والسكنى لسنة 2004.

## روابط خارجية
- البوابة الوطنية للجماعات الترابية نسخة محفوظة 12 مارس 2018 على موقع واي باك مشين.
- المندوبية السامية للتخطيط